# Harry T. Hays
Pour les articles homonymes, voir Hays.
Harry Thompson Hays, né le 14 avril 1820 dans le comté de Wilson et mort le 21 août 1876 à La Nouvelle-Orléans, est un officier de carrière de l'armée des États-Unis qui est devenu officier dans l'armée des États confédérés pendant la guerre de Sécession.

## Biographie
Connu comme les Louisiana Tigers, sa brigade a joué un rôle majeur lors de la bataille de Gettysburg en 1863, où ses soldats montèrent Cemetery Hill dans l'obscurité et ont chargé plusieurs batteries d'artillerie avant d'être finalement repoussé par manque de soutien.